# 류계영
류계영(본명: 최계영, 1964년 6월 15일 ~ )은 대한민국의 가수이다.

## 학력
- 부곡초등학교 졸업
- 강림중학교 졸업
- 수원전산여자고등학교 졸업

## 데뷔
- 2001년 1집 앨범 "류계영"

## 음반
- 2001년 류계영 1집
- 2003년 이것이 인생이다
- 2005년 인생
- 2008년 여러분
- 2014년 사랑이 별건가
- 2015년 정 끊는 약

## 수상
- 2000년 대한적십자사 자원봉사 500시간 수상
- 2001년 한국가수분과위원회 모범가수상
- 2001년 한국종군연예인협의회 대한민국 통일가요제 신인가수상
- 2013년 도전 한국인 음항진흥부분 대상
- 2016년 대한민국 무궁화 문화대상 성인가요대상